# کیسه‌داران علف‌خوار کهن
کیسه‌داران علف‌خوار کهن (نام علمی: Diprotodontidae) یک تیره منقرض‌شده از کیسه‌داران بزرگ‌جثه بومی استرالیا است که از دوره الیگوسن پسین تا پلیستوسن پسین (از ۲۸٫۴ میلیون سال تا ۱۱٬۰۰۰ سال پیش) وجود داشت. این تیره برای نزدیک به ۲۸٫۳۸۹ میلیون سال بر زمین زندگی می‌کرد.

## نگارخانه

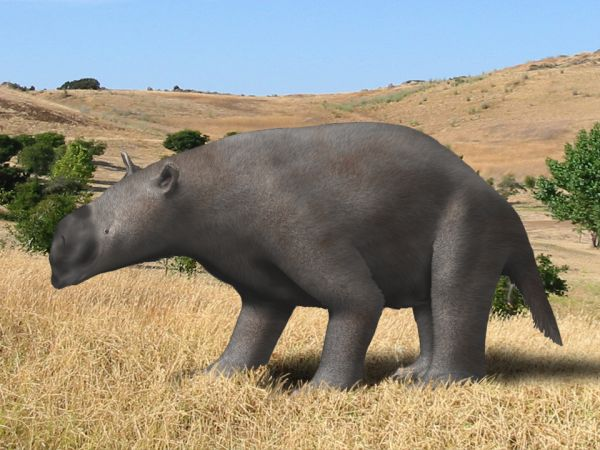
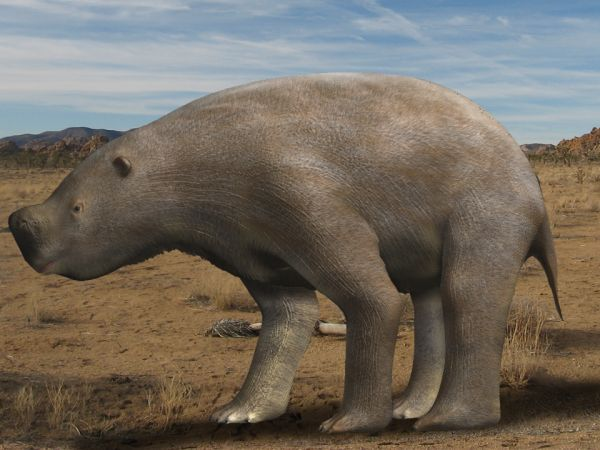